# Storie in scena
Storie in scena (Playhouse Presents) è una serie antologica realizzata dall'emittente britannica Sky Arts. La serie è andata in onda a partire dal 12 aprile 2012 su Sky Arts 1. Ogni episodio è scritto da un autore diverso e ha un cast diverso. La seconda stagione è andata in onda nell'aprile 2013, mentre la terza stagione è andata in onda a partire dal 1º maggio 2014.
Sky Arts ha ordinato uno spin-off in cinque episodi della terza puntata, The One di Nixon., rivelando che il cast completo, inclusi Harry Shearer nei panni di Nixon e Henry Goodman nei panni di Kissinger, sarebbe tornato nella serie, prevista per il 2013.
Anche l'adattamento in quattro parti di A Young Doctor's Notebook con Jon Hamm e Daniel Radcliffe è stato trasmesso con il sottototiolo Playhouse Presents nel dicembre 2012. È diventata la serie di maggior successo nella storia di Sky Arts e una seconda stagione è andata in onda alla fine del 2013.
La tersza stagione include anche due film, Foxtrot e Nightshift. Uno speciale di Natale intitolato Marked, con Kiefer Sutherland, Stephen Fry e Kevin McNally, è stato trasmesso nel dicembre 2014.

## Cast
Il cast include vari attori, i quali appaiono solamente in un episodio della serie. Il cast include:
- Hayley Atwell
- Brenda Blethyn
- Tom Ellis
- Rebecca Front
- Sheila Hancock
- Douglas Henshall
- Gina McKee
- Harry Shearer
- David Tennant
- Emma Thompson
- Olivia Williams
- Samantha Bond
- Joe Cole
- Anna Friel
- Rhys Ifans
- Matthew Perry
- Mark Strong
- Lucy Cohu
- Trevor Eve
- Stephen Fry
- Demetri Goritsas
- Tom Jones
- Aimée Kelly
- Eddie Marsan
- Nonso Anozie
- Tom Davis
- David Harewood
- Craig Roberts
- Sarah Smart
- Stephen Walters
- Henry Goodman
- Richard E. Grant
- Sharon Horgan
- John Hurt
- Martin Shaw
- Stellan Skarsgård
- Alison Steadman
- Russell Tovey
- Neil Dudgeon
- Stephen Graham
- Philip Jackson
- Steven Mackintosh
- Kimberley Nixon
- Geraldine James
- Lucy Punch
- Sara Stewart
- Catherine Tate
- Zoe Wanamaker
- Steve Evets
- Christopher Fulford
- Sian Phillips
- Colin Salmon
- Richard McCabe
- Vanessa Redgrave
- Romesh Ranganathan
- Corey Johnson
- Saskia Reeves
- Samantha Spiro
- Paul Kaye
- Richard Lintern
- Kylie Minogue
- Andy Nyman
- Hazel Douglas
- Peter Serafinowicz
- Suranne Jones
- Charles Edwards
- Ryan Brett
- Kevin Doyle
- Ian Hart
- Alice Barry
- Simon Callow
- Cara Delevingne
- Lindsay Duncan
- Jaye Griffiths
- Jane Horrocks
- Daniel Mays
- Hilton McRae
- Billie Piper
- Golda Rosheuvel
- Sylvia Syms
- Robert Vaughn
- Ashley Walters
- Jason Watkins
- Ben Whishaw
- Richard Wilson
- Max Bennett
- Warren Brown
- Idris Elba

## Episodi
| Stagioni           | Episodi | Prima TV originale |
| ------------------ | ------- | ------------------ |
| Prima stagione     | 11      | 2012               |
| Seconda stagione   | 14      | 2013               |
| Terza stagione     | 8       | 2014               |
| Speciale natalizio | 1       | 2014               |

### Prima stagione
1. Minor Character
2. Nellie & Melba
3. Nixon’s The One
4. King of the Teds
5. City Hall
6. Care
7. The Snipist
8. Walking the Dogs
9. The Man
10. The Other Woman
11. Psychobitches

### Seconda stagione
1. Hey Diddly Dee
2. Snodgrass
3. The Call Out
4. Pavement Psychologist
5. Mr Understood
6. Stage Door Johnnies
7. Psychobitches Part One
8. Cargese
9. Psychobitchies Part Two
10. Ragged
11. Psychobitchies Part Three
12. Gifted
13. Psychobitchies Part Four
14. Psychobitchies Part Five

### Terza stagione
1. The Dog Thrower
2. Nosferatu in Love
3. The Cruise
4. Nightshift
5. Foxtrot
6. Space Age
7. Damned
8. Timeless

### Episodio speciale natalizio
1. Marked

## Distribuzione
Playhouse Presents è stato presentato in anteprima il 4 gennaio 2015 su BBC First.